# Ministerie van Algemene Zaken
Het Nederlandse ministerie van Algemene Zaken (afgekort tot AZ) is het ministerie van de minister-president van Nederland. Het is met ongeveer 400 medewerkers veruit het kleinste Nederlandse ministerie.
Sinds zijn aantreden in 2024 is Dick Schoof minister-president en leidt hij dus het ministerie van Algemene Zaken. De ambtelijk leider is sinds 1 september 2020 secretaris-generaal Gert-Jan Buitendijk.

## Taken
De belangrijkste taken zijn ondersteuning van de minister-president bij de coördinatie van het algemene regeringsbeleid en woordvoering daarover, alsmede de coördinatie van het algemene communicatiebeleid.
Tot het ministerie van Algemene Zaken behoren onder andere het Kabinet Minister-President, de Rijksvoorlichtingsdienst (RVD) en de Dienst Publiek en Communicatie. Daarnaast regelt het ministerie zaken voor het bureau van de Wetenschappelijke Raad voor het Regeringsbeleid (WRR) en de Commissie van Toezicht op de Inlichtingen- en Veiligheidsdiensten, en is het verantwoordelijk voor het Kabinet van de Koning.

## Geschiedenis
Het ministerie van Algemene Zaken werd bij koninklijk besluit ingesteld op 3 juli 1937. Tot dan bestierde de minister-president een vakministerie, zoals Binnenlandse Zaken. Het nieuwe departement was bedoeld om de premier vrij te maken voor algemene regeringszaken. De eerste minister van Algemene Zaken was Hendrik Colijn, die de functie kreeg bij het aantreden van het kabinet-Colijn IV (1937-1939), en richtte zich uitsluitend op het voorzitterschap van de ministerraad. Het ministerie werkte nauw samen met het ministerie van Financiën en verhuisde daarom naar het Paleis aan de Kneuterdijk. Na de Duitse inval in mei 1940 bleef het ministerie van Algemene Zaken in Den Haag bestaan. Vanaf mei 1942 tot 1945 coördineerde minister-president Gerbrandy de oorlogsvoering vanuit het ministerie van Algemene Oorlogvoering van het Koninkrijk (AOK) in Londen.
Tussen 1945 en 1947 was er geen ministerie van Algemene Zaken. Premier Beel hief dat ministerie in 1946 op en werd minister van Binnenlandse Zaken. De combinatie bleek te zwaar, waarop op 11 oktober 1947 het ministerie van Algemene Zaken toch werd hersteld.
Premier De Jong begon tijdens zijn premierschap (1967-1971) met het houden van een wekelijkse persconferentie voor de parlementaire pers na de ministerraad.
Het Kabinet Minister-President (KMP), dat de minister-president bij de uitvoering van zijn taken adviseert en ondersteunt, werd tijdens het kabinet-Den Uyl (1973-1977) uitgebreid omdat de minister-president sinds 1974 deelnam aan de Europese Raad. In 1977 verhuisde het Kabinet Minister-President naar het Binnenhof. In 1982 nam de minister-president zijn intrek in het Torentje.

## Huisvesting
Het ministerie van Algemene Zaken is verdeeld over een aantal locaties in het centrum van Den Haag.
Op Binnenhof 17 bevindt zich het Torentje dat sinds 1982 de werkkamer van de minister-president is. Op Binnenhof 19 is de Rijksvoorlichtingsdienst ondergebracht. Ook is het voor een belangrijk deel de werkplek van de centrale afdelingen van het ministerie van Algemene Zaken. De centrale hal van Binnenhof 19 is bekend van de persconferenties met de minister-president. Op Binnenhof 20 zijn de departementsleiding en het Kabinet Minister-President gehuisvest. Hier bevinden zich ook de vergaderzalen van het kabinet.
Het Catshuis is sinds 1963 de ambtswoning van de minister-president. Het is gelegen aan de weg van Den Haag naar Scheveningen en gebouwd door Jacob Cats, een vooraanstaand dichter en politicus.
Op de Vijverhof is de Dienst Publiek en Communicatie en de Wetenschappelijke Raad voor het Regeringsbeleid gehuisvest.